# Pier Graziani
Pier Graziani (Cartagena, Bolívar, Colombia, 14 de agosto de 1994) es un futbolista colombiano de ascendencia italiana. Actualmente juega como arquero en el Alianza F.C. de la Liga Águila de Colombia.

## Clubes
| Club               | País     | Año           |
| ------------------ | -------- | ------------- |
| Atlético Nacional  | Colombia | 2013          |
| Alianza Petrolera  | Colombia | 2013-2023     |
| Alianza Valledupar | Colombia | 2024-presente |

## Estadísticas
| Club                         | Div.          | Temporada     | Liga  | Liga  | Copa Nacional | Copa Nacional | Copa Internacional | Copa Internacional | Total | Total |
| Club                         | Div.          | Temporada     | Part. | Goles | Part.         | Goles         | Part.              | Goles              | Part. | Goles |
| ---------------------------- | ------------- | ------------- | ----- | ----- | ------------- | ------------- | ------------------ | ------------------ | ----- | ----- |
| Atlético Nacional · Colombia | 1.ª           | 2013          | 0     | 0     | Inexistentes  | Inexistentes  | Inexistentes       | Inexistentes       | 0     | 0     |
| Atlético Nacional · Colombia | Total club    | Total club    | 0     | 0     | 0             | 0             | 0                  | 0                  | 0     | 0     |
| Alianza Petrolera · Colombia | 1.ª           | 2013          | 0     | 0     | 0             | 0             | Inexistentes       | Inexistentes       | 0     | 0     |
| Alianza Petrolera · Colombia | 1.ª           | 2014          | 0     | 0     | 4             | 0             | Inexistentes       | Inexistentes       | 4     | 0     |
| Alianza Petrolera · Colombia | 1.ª           | 2015          | 3     | 0     | 3             | 0             | Inexistentes       | Inexistentes       | 6     | 0     |
| Alianza Petrolera · Colombia | 1.ª           | 2016          | 0     | 0     | 2             | 0             | Inexistentes       | Inexistentes       | 2     | 0     |
| Alianza Petrolera · Colombia | 1.ª           | 2017          | 16    | 0     | 4             | 0             | Inexistentes       | Inexistentes       | 20    | 0     |
| Alianza Petrolera · Colombia | 1.ª           | 2018          | 8     | 0     | 1             | 0             | Inexistentes       | Inexistentes       | 9     | 0     |
| Alianza Petrolera · Colombia | 1.ª           | 2019          | 3     | 0     | 0             | 0             | Inexistentes       | Inexistentes       | 3     | 0     |
| Alianza Petrolera · Colombia | 1.ª           | 2020          | 2     | 0     | 1             | 0             | Inexistentes       | Inexistentes       | 3     | 0     |
| Alianza Petrolera · Colombia | 1.ª           | 2021          | 6     | 0     | 1             | 0             | Inexistentes       | Inexistentes       | 7     | 0     |
| Alianza Petrolera · Colombia | 1.ª           | 2022          | 4     | 0     | 0             | 0             | Inexistentes       | Inexistentes       | 4     | 0     |
| Alianza Petrolera · Colombia | 1.ª           | 2023          | 15    | 0     | 5             | 0             | Inexistentes       | Inexistentes       | 20    | 0     |
| Alianza Petrolera · Colombia | Total club    | Total club    | 57    | 0     | 21            | 0             | 0                  | 0                  | 78    | 0     |
| Total carrera                | Total carrera | Total carrera | 57    | 0     | 21            | 0             | 0                  | 0                  | 78    | 0     |

## Palmarés

### Campeonatos nacionales
| Título          | Club              | País     | Año  |
| --------------- | ----------------- | -------- | ---- |
| Torneo Apertura | Atlético Nacional | Colombia | 2013 |